# Jožica Miklavčič
Jožica Miklavčič (Lubiana, 20 giugno 1921 – Udine, 30 novembre 1977) è stata una giornalista italiana, di origine slovena.
Di professione insegnante, ai tempi dell'occupazione italiana di Lubiana conobbe il militare italiano Vojmir (Guerrino) Tedoldi, con il quale si sposò nel 1943. Trasferitasi in Italia con il marito, dopo la Liberazione svolse importanti funzioni nelle organizzazioni slovene di allora delle Valli del Natisone, in particolare nella Demokratična Fronta Slovencev (Fronte Democratico degli Sloveni). Dal 1948 iniziò a collaborare con la stampa, dapprima con la Soča e successivamente con il quotidiano di Trieste Primorski dnevnik. In quegli anni si impegnò anche con la Dijaška Matica, organizzazione a favore dei bambini della Slavia Friulana che frequentavano le scuole con lingua d'insegnamento slovena a Trieste e a Gorizia. Nel 1950 fu tra i promotori del giornale Matajur, di cui divenne direttore responsabile suo marito e al quale fece da braccio destro, in quanto essendo autodidatta egli non parlava fluentemente la lingua slovena. Il primo numero del giornale uscì il 3 ottobre del 1950, stampato a Gorizia presso la tipografia Lukežič, dove Jožica si recava con il treno per la correzione delle bozze. Il Matajur a quel tempo non aveva corrispondenti, e così Vojmir e Jožica percorrevano la Slavia Friulana a cercare notizie e reportage. Redasse il Matajur fino al 1973, quando la testata venne cambiata in Novi Matajur e cambiarono sia l'editore che il direttore. Continuò a collaborare con il Novi Matajur per molti anni, fino alla morte. 
Con la collaborazione di Tedoldi e Jožica Miklavčič venne costituito nel 1955, nel primo anniversario della morte del sacerdote Ivan Trinko, il Circolo Culturale Ivan Trinko a Udine, di cui Jožica fu responsabile fino al trasferimento del circolo a Cividale del Friuli.